# Melodifestivalen 2011
Melodifestivalen 2011 fue la selección sueca de la canción para el Festival de Eurovision Song Contest 2011. Eurovisión se celebró en la ciudad alemana de Düsseldorf los días 10, 12 y 14 de mayo de 2011. 
La final tuvo lugar en el Globen, en Estocolmo el 12 de marzo. Eric Saade y su canción Popular resultaron los ganadores de esta edición tras ser la canción más votada tanto por el público como por el jurado.

## Fechas y eventos

### Calendario del Melodifestivalen 2011
- Lunes 8 de noviembre de 2010 – Final webjoker, Estocolmo
- Sábado 5 de febrero de 2011 – 1º Semifinal Coop Arena, Lulea
- Sábado 12 de febrero del 2011 – 2º Semifinal, Scandinavium, Gotemburgo
- Sábado 19 de febrero del 2011 – 3º Semifinal, Cloetta Center, Linköping
- Sábado 26 de febrero del 2011 – 4º Semifinal, Malmö Arena, Malmö
- Sábado 5 de marzo del 2011 – Andra chansen (segunda oportunidad), Nordichallen, Sundsvall
- Sábado 12 de marzo del 2011 – Final, Globen, Estocolmo

## Webjoker
Los Webjoker son las canciones elegidas en la red para participar en el Melodifestivalen. A diferencia de otros años, este se han elegido a dos Webjoker en vez de a uno como se ha hecho los años anteriores. Después de la cantidad de votos recibida, se decidió hacer una final televisada. El día 8 de noviembre de 2010 se retransmitió la final por la SVT. Finalmente compitieron 232 canciones en este proceso.

### Final Webjoker
La gran final se llevó a cabo en el restaurante Golden Hits de Estocolmo.
| # | Canción               | Artista       | Autores                                            | Género     | Posición | Clasificación |
| - | --------------------- | ------------- | -------------------------------------------------- | ---------- | -------- | ------------- |
| 1 | "Tusen nätter"        | Billy         | Daniel Wollbratt                                   | Pop        | 3        | Eliminado     |
| 2 | "Better or worse"     | Julia Alvgard | Julia Alvgard, Manne Hjelm, Ola Holstad, Joar Lenz | Balada Pop | 1        | Ganador       |
| 3 | "I Wanna Be With You" | Anton & Dejo  | Dennis Andersson, Anton Dahlrot                    | Otro       | 3        | Eliminado     |
| 4 | "Don't Stop"          | Engla         | Sargon Jakob                                       | Pop        | 3        | Eliminado     |
| 5 | "On my own"           | Jonas Matsson | Peter Autio, Sari Autio Olsson                     | Pop        | 1        | Ganador       |

Audiencia: 62 000 espectadores.
Votos recibidos: 1 610 votos.

## Galas
Las semifinales se celebraron en Luleå, Göteborg, Linköping y Malmö. En cada semifinal compitieron 8 canciones, como se viene haciendo años atrás. Las semifinales duraban desde las 20:00 hasta las 21:30. 
Cada semifinal se dividió en dos partes. En la primera parte, las 8 canciones eran interpretadas mientras los telespectadores las votaban. Después de un repaso de las canciones, cerraban las líneas. Las 5 primeras canciones pasaban a la segunda parte, y las 3 últimas eran eliminadas. La canción que más votos había recibido en la primera parte, se clasificaba directamente a la final.
Ahora, se volvería a hacer un repaso de las 4 canciones restantes y de ellas una pasa a la final, dos a la ronda de segunda oportunidad o "Andra Chasen" y otra seria eliminada.
SVT no hizo público la cantidad de votos recibida por cada canción hasta que no terminó el Melodifestivalen,

### 1º Semifinal: Lulea
Esta semifinal fue transmitida desde el Coop Arena, el 5 de febrero de 2011. 
| # | Canción                | Artista            | Texto (t) & Música (m)                                                        | Votos 1º ronda | Votos 2º ronda | Posición | Clasificación      |
| - | ---------------------- | ------------------ | ----------------------------------------------------------------------------- | -------------- | -------------- | -------- | ------------------ |
| 1 | Try Again              | Dilba              | Niklas Pettersson (tm), Linda Sonnvik (tm)                                    | 9256           | -              | 8        | Eliminado          |
| 2 | Me and My Drum         | Swingfly           | Teron Beal (tm), Patrik Magnusson (tm), Johan Ramström (tm), Swingfly (tm)    | 25634          | 42104          | 2        | FINAL              |
| 3 | Something In Your Eyes | Jenny Silver       | Thomas G:son (tm), Henrik Sethsson (tm), Erik Bernholm (m)                    | 27017          | 37262          | 3        | Andra Chasen       |
| 4 | On my own              | Jonas Matsson      | Peter Autio (tm), Sari Autio Olsson (tm)                                      | 10860          | -              | 7        | Webjoker Eliminado |
| 5 | Oh My God              | Le Kid             | Märta Grauers (tm), Anton Malmberg Hård af Segerstad (tm), Felix Persson (tm) | 16512          | 16459          | 5        | Eliminado          |
| 6 | Social Butterfly       | Rasmus Viberg      | Amir Aly (tm), Henrik Wikström (tm)                                           | 15151          | -              | 6        | Eliminado          |
| 7 | Desperados             | Pernilla Andersson | Pernilla Andersson (tm)                                                       | 27840          | 30724          | 4        | Andra Chasen       |
| 8 | In the Club            | Danny Saucedo      | Figge Boström (tm), Peter Boström (tm), Danny Saucedo (tm)                    | 60872          | -              | 1        | FINAL              |

Audiencia: 3 014 000 Espectadores. 
Votos: 320 608 Votos.

### 2º Semifinal: Gotemburgo
Esta semifinal fue transmitida desde el Scandinavium, el 12 de febrero del 2011.
| # | Canción                 | Artista              | Texto (t) & Música (m)                                                          | Votos 1º ronda | Votos 2º ronda | Posición | Clasificación |
| - | ----------------------- | -------------------- | ------------------------------------------------------------------------------- | -------------- | -------------- | -------- | ------------- |
| 1 | 7 Days And 7 Nights     | Brolle               | Kjell Junior Wallmark (Brolle) (tm)                                             | 39319          | 72737          | 2        | FINAL         |
| 2 | My Heart is Refusing Me | Loreen               | Moh Denebi (tm), Björn Djupström (tm), Lorén Talhaoui (tm)                      | 19749          | 31034          | 4        | Andra Chasen  |
| 3 | Ge mig en spanjor       | Babsan               | Larry Forsberg (tm), Sven-Inge Sjöberg (tm), Lennart Wastesson (tm)             | 14642          | -              | 7        | Eliminado     |
| 4 | Vaken i en dröm         | Elisabeth Andreassen | Calle Kindbom (t), Lars "Dille" Diedricson (tm), Kristian Wejshag (tm)          | 13010          | -              | 8        | Eliminado     |
| 5 | I'm in Love             | Sanna Nielsen        | Bobby Ljunggren (tm), Thomas G:son (tm), Irini Michas (tm), Peter Boström (tm)  | 43524          | -              | 1        | FINAL         |
| 6 | Oh My God!              | The Moniker          | The Moniker (tm)                                                                | 28624          | 37631          | 3        | Andra Chasen  |
| 7 | Elektrisk               | Anniela              | Johan Alkenäs (tm), Tim Larsson (tm), Tobias Lundgren (tm), Johan Fransson (tm) | 15948          | -              | 6        | Eliminado     |
| 8 | Like Suicide            | Christian Walz       | Fernando Fuentes (tm), Henrik Janson (tm), Tony Nilsson (tm)                    | 26951          | 28242          | 5        | Eliminado     |

Audiencia: 3 093 000 Espectadores.
Votos: 372 265 Votos.

### 3º Semifinal: Linkoping
Esta semifinal fue transmitida desde el Cloetta Center, el 19 de febrero del 2011.
| # | Canción                  | Artista          | Texto (t) & Música (m)                                                                      | Votos 1º ronda | Votos 2º ronda | Posición | Clasificación |
| - | ------------------------ | ---------------- | ------------------------------------------------------------------------------------------- | -------------- | -------------- | -------- | ------------- |
| 1 | Lucky You                | Linda Sundblad   | Linda Sundblad (tm), Johan Bobäck (tm), Fredrik Thomander (tm), Anders "Gary" Wikström (tm) | 10701          | -              | 6        | Eliminado     |
| 2 | Tid att andas            | Simon Forsberg   | Fredrik Kempe (tm)                                                                          | 8339           | -              | 8        | Eliminado     |
| 3 | Enemy                    | Sara Lumholdt    | Niclas Lundin (tm), Anton Malmberg Hård af Segerstad (tm)                                   | 8689           | -              | 7        | Eliminado     |
| 4 | The King                 | The Playtones    | Fredrik Kempe (tm), Peter Kvint (tm)                                                        | 48861          | 50090          | 2        | FINAL         |
| 5 | I Thought It Was Forever | Shirley's Angels | Robin Abrahamsson (tm), Alexander Bard (tm), Bobby Ljunggren (tm), Henrik Wikström (m)      | 20573          | 26933          | 4        | Andra Chasen  |
| 6 | No One Else Could        | Sebastian        | Andreas Alfredsson Grube (tm), Sebastian Karlsson (tm)                                      | 15406          | 25423          | 5        | Eliminado     |
| 7 | Spring för livet         | Sara Varga       | Sara Varga (tm), Figge Boström (m)                                                          | 23594          | 37278          | 3        | Andra Chasen  |
| 8 | Popular                  | Eric Saade       | Fredrik Kempe (tm)                                                                          | 89175          | -              | 1        | FINAL         |

Audiencia: 2 718 000 Espectadores.
Votos: 365 559 Votos.

### 4º Semifinal: Malmö
Esta semifinal fue transmitida desde el Malmö Arena, el 25 de febrero del 2011.
| # | Canción                     | Artista         | Texto (t) & Música (m)                                                                                             | Votos 1º ronda | Votos 2º ronda | Posición | Clasificación       |
| - | --------------------------- | --------------- | --- | -------------- | -------------- | -------- | ------------------- |
| 1 | The Hunter                  | Melody Club     | Kristofer Östergren (tm), Erik Stenemo (tm), Jon Axelsson (tm), Niklas Stenemo (tm)                                | 14954          | -              | 7        | Eliminado           |
| 2 | Better Or Worse             | Julia Alvgard   | Julia Alvgard (tm), Manne Hjelm (tm), Ola Holstad (tm), Joar Lenz (tm)                                             | 18867          | -              | 6        | Webbjoker Eliminado |
| 3 | En blick och nånting händer | Lasse Stefanz   | Tim Norell (t), Alexander Bard (tm), Ola Håkansson (tm)                                                            | 32686          | 26355          | 5        | Eliminado           |
| 4 | Alive                       | Linda Pritchard | Oscar Görres (tm), Fredrik Kempe (tm)                                                                              | 24849          | 39092          | 4        | Andra Chasen        |
| 5 | Run                         | Anders Fernette | Desmond Child (tm), Negin Djafari (tm), Hugo Lira (tm), Ian-Paolo Lira (tm), Thomas Gustafsson (tm)                | 11979          | -              | 8        | Eliminado           |
| 6 | E det fel på mej            | Linda Bengtzing | Pontus Assarsson (tm), Thomas G:son (tm), Jörgen Ringqvist (tm), Daniel Barkman (tm)                               | 38875          | -              | 1        | FINAL               |
| 7 | Leaving Home                | Nicke Borg      | Jojo Borg Larsson (t), Nicke Borg (m), Fredrik Thomander (m), Anders "Gary" Wikström (m)                           | 34091          | 48966          | 2        | FINAL               |
| 8 | Dance Alone                 | Love Generation | RedOne (Nadir Khayat) (tm), Bilal "The Chef" (tm), Teddy Sky (tm), AJ Junior (tm), Jimmy Joker (tm), BeatGeek (tm) | 38122          | 43508          | 3        | Andra Chasen        |

Audiencia: 2 826 000 Espectadores
Votos: 372 822 Votos.

## Andra chansen
Andra chansen fue transmitido desde Sundsvall el 5 de marzo del 2011. 
Todas las canciones que habían logrado el pase a esta ronda, se enfrentaban entre ellas para conseguir uno de los dos pases que había a la final. La SVT había dicho que ninguna canción que había participado en la misma semifinal podía coincidir.
Sara Varga y Moniker fueron los que lograron el paso a la final del Melodifestivalen
|  | 1º Ronda | 1º Ronda                                  | 1º Ronda |                               |        | 2º Ronda                    | 2º Ronda | 2º Ronda |  |        | Clasificados para la final  | Clasificados para la final | Clasificados para la final |  |
|  |          |                                           |          |                               |        |                             |          |          |  |        |                             |                            |                            |  |
|  |          |                                           |          |                               |        |                             |          |          |  |        |                             |                            |                            |  |
|  | Semi 1   | Something In Your Eyes Jenny Silver       | 32 942   |                               |        |                             |          |          |  |        |                             |                            |                            |  |
|  | Semi 1   | Something In Your Eyes Jenny Silver       | 32 942   |                               |        |                             |          |          |  |        |                             |                            |                            |  |
|  | Semi 4   | Dance Alone Love Generation               | 34 212   |                               |        |                             |          |          |  |        |                             |                            |                            |  |
|  | Semi 4   | Dance Alone Love Generation               | 34 212   |                               | Semi 4 | Dance Alone Love Generation | 46 639   |          |  |        |                             |                            |                            |  |
|  |          |                                           |          |                               | Semi 4 | Dance Alone Love Generation | 46 639   |          |  |        |                             |                            |                            |  |
|  |          |                                           | Semi 3   | Spring för livet Sara Varga   | 65 713 |                             |          |          |  |        |                             |                            |                            |  |
|  | Semi 2   | My Heart is Refusing Me Loreen            | Semi 3   | Spring för livet Sara Varga   | 65 713 | 42 892                      |          |          |  |        |                             |                            |                            |  |
|  | Semi 2   | My Heart is Refusing Me Loreen            |          |                               |        |                             |          |          |  |        |                             |                            |                            |  |
|  | Semi 3   | Spring för livet Sara Varga               | 54 807   |                               |        |                             |          |          |  |        |                             |                            |                            |  |
|  | Semi 3   | Spring för livet Sara Varga               | 54 807   |                               |        |                             |          |          |  | Semi 3 | Spring för livet Sara Varga | FINAL                      |                            |  |
|  |          |                                           |          |                               |        |                             |          |          |  | Semi 3 | Spring för livet Sara Varga | FINAL                      |                            |  |
|  |          |                                           | Semi 2   | Oh My God! The Moniker        | FINAL  |                             |          |          |  |        |                             |                            |                            |  |
|  | Semi 2   | Oh My God! The Moniker                    | Semi 2   | Oh My God! The Moniker        | FINAL  | 63 963                      |          |          |  |        |                             |                            |                            |  |
|  | Semi 2   | Oh My God! The Moniker                    |          |                               |        |                             |          |          |  |        |                             |                            |                            |  |
|  | Semi 4   | Alive Linda Pritchard                     | 40 698   |                               |        |                             |          |          |  |        |                             |                            |                            |  |
|  | Semi 4   | Alive Linda Pritchard                     | 40 698   |                               | Semi 2 | Oh My God! The Moniker      | 68 478   |          |  |        |                             |                            |                            |  |
|  |          |                                           |          |                               | Semi 2 | Oh My God! The Moniker      | 68 478   |          |  |        |                             |                            |                            |  |
|  |          |                                           | Semi 1   | Desperados Pernilla Andersson | 49 559 |                             |          |          |  |        |                             |                            |                            |  |
|  | Semi 3   | I Thought It Was Forever Shirley's Angels | Semi 1   | Desperados Pernilla Andersson | 49 559 | 30 042                      |          |          |  |        |                             |                            |                            |  |
|  | Semi 3   | I Thought It Was Forever Shirley's Angels |          |                               |        |                             |          |          |  |        |                             |                            |                            |  |
|  | Semi 1   | Desperados Pernilla Andersson             | 54 235   |                               |        |                             |          |          |  |        |                             |                            |                            |  |
|  | Semi 1   | Desperados Pernilla Andersson             | 54 235   |                               |        |                             |          |          |  |        |                             |                            |                            |  |
|  |          |                                           |          |                               |        |                             |          |          |  |        |                             |                            |                            |  |

Audiencia: 2.737.000 Espectadores.
Votos: 597.832 Votos.

## Final
La final se celebró el 12 de marzo en el Globen Arena de Estocolmo. 
| #  | Artista         | Canción               | Texto y Música                                                           | Votos   | Votos    | Votos | Posición |
| #  | Artista         | Canción               | Texto y Música                                                           | Jurados | Televoto | Total | Posición |
| -- | --------------- | --------------------- | ------------------------------------------------------------------------ | ------- | -------- | ----- | -------- |
| 1  | Danny Saucedo   | "In the Club"         | Figge Boström, Peter Boström, Danny Saucedo                              | 79      | 70       | 149   | 2        |
| 2  | Sara Varga      | "Spring för livet"    | Sara Varga, Figge Boström                                                | 23      | 27       | 50    | 9        |
| 3  | The Moniker     | "Oh My God!"          | Daniel Karlsson                                                          | 55      | 69       | 124   | 3        |
| 4  | Brolle          | "7 Days and 7 Nights" | Brolle (m & l)                                                           | 8       | 21       | 29    | 10       |
| 5  | Linda Bengtzing | "E det fel på mej?"   | Pontus Assarsson, Thomas G:son, Jörgen Ringqvist, Daniel Barkman         | 42      | 16       | 58    | 7        |
| 6  | Nicke Borg      | "Leaving Home"        | Jojo Borg Larsson, Nicke Borg, Fredrik Thomander, Anders "Gary" Wikström | 20      | 37       | 57    | 8        |
| 7  | Swingfly        | "Me and My Drum"      | Teron Beal, Patrik Magnusson, Johan Ramström, Swingfly                   | 44      | 49       | 93    | 5        |
| 8  | Sanna Nielsen   | "I'm in Love"         | Bobby Ljunggren, Thomas G:son, Irini Michas, Peter Boström               | 75      | 39       | 114   | 4        |
| 9  | The Playtones   | "The King"            | Fredrik Kempe, Peter Kvint (m & l)                                       | 46      | 33       | 79    | 6        |
| 10 | Eric Saade      | "Popular"             | Fredrik Kempe (m & l)                                                    | 81      | 112      | 193   | 1        |

### Jurados
| Canción               | Bandera de Rusia | Bandera de Ucrania | Bandera de Francia | Bandera de Grecia | Bandera de Malta | Bandera de Croacia | Bandera de San Marino | Bandera de Alemania | Bandera del Reino Unido | Bandera de Irlanda | Bandera de Noruega | Total |
| --------------------- | ---------------- | ------------------ | ------------------ | ----------------- | ---------------- | ------------------ | --------------------- | ------------------- | ----------------------- | ------------------ | ------------------ | ----- |
| "In the Club"         | 10               | 4                  | 10                 | 10                | 10               | 4                  | 6                     | 12                  | 1                       | 6                  | 6                  | 79    |
| "Spring för livet"    | 2                | —                  | —                  | 4                 | —                | 6                  | 8                     | 1                   | 2                       | —                  | —                  | 23    |
| "Oh My God!"          | 12               | 8                  | 8                  | 1                 | —                | —                  | —                     | 4                   | 6                       | 8                  | 8                  | 55    |
| "7 Days and 7 Nights" | —                | 1                  | —                  | —                 | 2                | 1                  | —                     | —                   | —                       | —                  | 4                  | 8     |
| "E det fel på mej?"   | 8                | 2                  | 2                  | 6                 | 6                | 12                 | 4                     | —                   | —                       | 2                  | —                  | 42    |
| "Leaving Home"        | —                | —                  | —                  | —                 | 1                | —                  | 10                    | 8                   | —                       | —                  | 1                  | 20    |
| "Me and My Drum"      | —                | —                  | 1                  | —                 | —                | —                  | 12                    | 10                  | 8                       | 1                  | 12                 | 44    |
| "I'm in Love"         | 1                | 12                 | 6                  | 12                | 8                | 10                 | —                     | —                   | 4                       | 12                 | 10                 | 75    |
| "The King"            | 6                | 6                  | 4                  | 2                 | 4                | 2                  | 2                     | 6                   | 10                      | 4                  | —                  | 46    |
| "Popular"             | 4                | 10                 | 12                 | 8                 | 12               | 8                  | 1                     | 2                   | 12                      | 10                 | 2                  | 81    |

#### Televotos
| Canción               | Jurados | Nº de televotos (%) | Puntos | Total |
| --------------------- | ------- | ------------------- | ------ | ----- |
| "In the Club"         | 79      | 197.143 (14.9%)     | 70     | 149   |
| "Spring för livet"    | 23      | 76.025 (5.8%)       | 27     | 50    |
| "Oh My God!"          | 55      | 194.568 (14.7%)     | 69     | 124   |
| "7 Days and 7 Nights" | 8       | 57.717 (4.3%)       | 21     | 29    |
| "E det fel på mej"    | 42      | 43.355 (3.2%)       | 16     | 58    |
| "Leaving Home"        | 20      | 103.046 (7.8%)      | 37     | 57    |
| "Me and My Drum"      | 44      | 138.004 (10.4%)     | 49     | 93    |
| "I'm in Love"         | 75      | 109.630 (8.2%)      | 39     | 114   |
| "The King"            | 46      | 92.505 (7.0%)       | 33     | 79    |
| "Popular"             | 81      | 314.229 (23.7%)     | 112    | 193   |